# Giuseppe Versaldi
Giuseppe kardinál Versaldi (* 30. července 1943 Villarboit) je italský římskokatolický kněz, prefekt Kongregace pro katolickou výchovu, kardinál.

## Kněz a biskup
Kněžské svěcení přijal 29. června 1967. O pět let později byl vyslán na studia do Říma, studoval psychologii a kanonické právo na Papežské univerzitě Gregoriana. Poté se vrátil do arcidiecéze Vercelli, kde od roku 1976 působil v diecézních poradnách pro rodiny. Účastnil se také kursů organizovaných Římskou rotou. Od roku 1980 začal přednášet na Papežské univerzitě Gregoriana, v roce 1990 se stal členem Apoštolské signatury. Dne 25. března 1994 ho arcibiskup Tarcisio Bertone povolal do funkce generálního vikáře arcidiecéze Vercelli. Biskupem diecéze Alessandria byl jmenovaný 26. května 2007, biskupské svěcení přijal 10. června téhož roku.

## Kardinál
Dne 21. září 2011 ho papež Benedikt XVI. jmenoval předsedou Prefektury ekonomických záležitostí Apoštolského stolce. 6. ledna 2012 byla ohlášena jeho kardinálská nominace, kardinálské insignie převzal na konzistoři 18. února téhož roku.
Dne 31. března 2015 jej papež František jmenoval Prefektem Kongregace pro katolickou výchovu a velko-kancléřem Papežské Gregoriánské univerzity, Papežského institutu posvátné hudby, Papežského institutu křesťanské archeologie a Papežského institutu arabistických studií a islamologie.
V roce 2016 byl jmenován velkým kancléřem Papežské katolické univerzity Peru v Limě.